# Stød

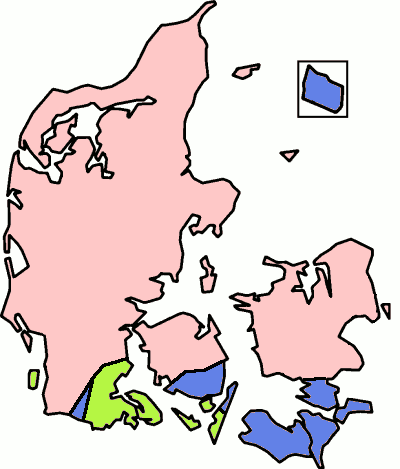
Rozłożenie dialektowe w Danii. Stød występuje w regionach zaznaczonych na różowo. W regionach zielonych stød zastąpiony jest akcentem tonicznym. W regionach niebieskich nie występuje ani stød ani akcent toniczny.

Stød (wym. [ˈsd̥øð]) – charakterystyczna dla języka duńskiego cecha artykulacji polegająca na niepełnym zwarciu więzadeł głosowych (niepełne zwarcie krtaniowe). Stød nie jest zaznaczany w piśmie (natomiast w alfabetach fonetycznych Dania i IPA zaznaczany jest znakiem ˀ).
Stød, w odróżnieniu od zwarcia krtaniowego, nie jest samodzielną głoską i nie stanowi w języku duńskim fonemu. Jest jednak cechą fonologiczną relewantną, por. następujące pary minimalne: andˀen ~ anden, tændˀer ~ tænder, løˀber ~ løber.
Wysłuchaj pary minimalnej hun ~ hund (stød występuje w hund)ⓘ
Wystąpienie stød zależy od konstrukcji danej sylaby. Aby wystąpił, sylaba musi być:
1. akcentowana (akcent główny lub poboczny)
2. długa (zawierać długą samogłoskę, rzadziej krótką samogłoskę i grupę spółgłosek)
3. kończyć się dźwięczną głoską.

Zjawisko to nie występuje w języku polskim, jego przybliżeniem może być zakończenie emfatycznie, silnie, krótko wymówionego słowa Nie!; podobne zjawisko wystąpić może między głoskami /ɛ/ w przeciągniętym Nie-e...
Stød jest cechą charakterystyczną języka duńskiego, w pokrewnych mu językach skandynawskich (szwedzkim i norweskim) w jego miejscu występuje akcent toniczny. Realizacja stødu różni się w zależności od regionu Danii, w niektórych regionach nie występuje (zob. mapkę).
W samym wyrazie stød nie występuje stød.